# 张香圃

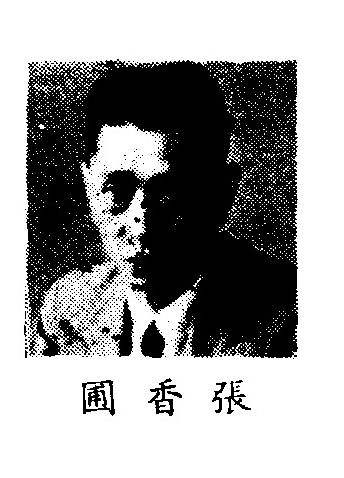

张香圃（1901年—1981年），湖南零陵县人。1927至1928年在广东黄埔军校第八期受训，1929年在湖南零陵任国民党军副连长。1935年遵照其父张海清的意愿弃武经商，在桂林开设张永发商号，经营染坊、织布和销售布匹绸缎。由于经营有道，成为当时桂林巨富。1956年张永发、新兴、永济织布厂合并为公私合营“五一染织厂”，任厂长，并于同年加入中国民主建国会。历任中华全国工商联执行委员会委员、广西壮族自治区政协常委、自治区工商联副主任委员、桂林市人大常委、市政协常委、市工商联主任委员、中国民主建国会桂林市委员会副主任委员。全国政协第三、四届委员。